# Lovaglás az 1964. évi nyári olimpiai játékokon
Az 1964. évi nyári olimpiai játékokon a lovaglásban hat versenyszámot rendeztek.

## Éremtáblázat
(A rendező ország csapata és a magyar érmesek eltérő háttérszínnel, az egyes számoszlopok legmagasabb értéke, vagy értékei vastagítással kiemelve.)
| Az 1964. évi nyári olimpiai játékok éremtáblázata lovaglásban | Az 1964. évi nyári olimpiai játékok éremtáblázata lovaglásban | Az 1964. évi nyári olimpiai játékok éremtáblázata lovaglásban | Az 1964. évi nyári olimpiai játékok éremtáblázata lovaglásban | Az 1964. évi nyári olimpiai játékok éremtáblázata lovaglásban | Olimpia  |
| ------------------------------------------------------------- | ------------------------------------------------------------- | ------------------------------------------------------------- | ------------------------------------------------------------- | ------------------------------------------------------------- | -------- |
|                                                               | Ország                                                        | Arany                                                         | Ezüst                                                         | Bronz                                                         | Összesen |
| 1.                                                            | Egyesült Német Csapat (EUA)                                   | 2                                                             | 2                                                             | 2                                                             | 6        |
| 2.                                                            | Olaszország (ITA)                                             | 2                                                             | 0                                                             | 1                                                             | 3        |
| 3.                                                            | Franciaország (FRA)                                           | 1                                                             | 1                                                             | 0                                                             | 2        |
| 3.                                                            | Svájc (SUI)                                                   | 1                                                             | 1                                                             | 0                                                             | 2        |
|                                                               |                                                               |                                                               |                                                               |                                                               |          |
| 5.                                                            | Argentína (ARG)                                               | 0                                                             | 1                                                             | 0                                                             | 1        |
| 5.                                                            | Egyesült Államok (USA)                                        | 0                                                             | 1                                                             | 0                                                             | 1        |
|                                                               |                                                               |                                                               |                                                               |                                                               |          |
| 7.                                                            | Szovjetunió (URS)                                             | 0                                                             | 0                                                             | 2                                                             | 2        |
| 8.                                                            | Nagy-Britannia (GBR)                                          | 0                                                             | 0                                                             | 1                                                             | 1        |
|                                                               |                                                               |                                                               |                                                               |                                                               |          |
| Összesen                                                      | Összesen                                                      | 6                                                             | 6                                                             | 6                                                             | 18       |

## Érmesek
| Az 1964. évi nyári olimpiai játékok érmesei lovaglásban | | | |
| Versenyszám                                             | Arany | Ezüst | Bronz                                                                                                  |
| Díjlovaglás egyéni                                      | Henri Chammartin Wörmann · Svájc (SUI)                                                                           | Harry Boldt Remus · Egyesült Német Csapat (EUA)                                                                    | Szergej Filatov Absent · Szovjetunió (URS)                                                             |
| Díjlovaglás csapat                                      | Egyesült Német Csapat (EUA) · Harry Boldt Remus · Reiner Klimke Dux · Josef Neckermann Antoinette                | Svájc (SUI) · Henri Chammartin Wörmann · Gustav Fischer Wald · Marianne Gossweiler Stephan                         | Szovjetunió (URS) · Szergej Filatov Absent · Ivan Kizimov Ikhor · Ivan Kalita and Moar                 |
| Díjugratás egyéni                                       | Pierre Jonquères d'Oriola Lutteur · Franciaország (FRA)                                                          | Herman Schridde Dozent II · Egyesült Német Csapat (EUA)                                                            | Peter Robeson Firecrest · Nagy-Britannia (GBR)                                                         |
| Díjugratás csapat                                       | Egyesült Német Csapat (EUA) · Hermann Schridde Dozent II · Kurt Jarasinski Torro · Hans Günter Winkler Fidelitas | Franciaország (FRA) · Pierre Jonquères d'Oriola Lutteur · Janou Lefèbvre Kenavo D · Guy Lefrant Monsieur de Littry | Olaszország (ITA) · Piero D'Inzeo Sun Beam · Raimondo D'Inzeo Posillipo · Graziano Mancinelli Rockette |
| Lovastusa egyéni                                        | Mauro Checcoli Surbean · Olaszország (ITA)                                                                       | Carlos Moratorio Chalan · Argentína (ARG)                                                                          | Fritz Ligges Donkosak · Egyesült Német Csapat (EUA)                                                    |
| Lovastusa csapat                                        | Olaszország (ITA) · Mauro Checcoli Surbean · Paolo Angioni King · Giuseppe Ravano Royal Love                     | Egyesült Államok (USA) · Michael Page Grasshopper · Kevin Freeman Gallopade · Michael Plumb Bold Minstrel          | Egyesült Német Csapat (EUA) · Fritz Ligges Donkosak · Horst Karsten Condora · Gerhard Schulz Balza X   |